# 케이티 르클레르
케이티 르클레어(Katie Leclerc, 1986년 11월 6일 ~ )는 미국의 배우이다.

## 출연 작품

### 텔레비전
- 패션 하우스 (2006, Fashion House)
- 스위치드 앳 버스 (2011-17)

### 영화
- 플라잉 바이 (2009, Flying By)
- Cloudy With a Chance of Love (2015)
- 더 원스 (미정, The Ones)